# Castelnuovo Rangone
Castelnuovo Rangone ist eine norditalienische Gemeinde (comune) mit 15.058 Einwohnern (Stand 31. Dezember 2023) in der Provinz Modena in der Emilia-Romagna. Die Gemeinde liegt etwa 13 Kilometer südsüdöstlich von Modena und etwa 32 Kilometer westnordwestlich von Bologna. Mit den Gemeinden Castelvetro di Modena, Savignano sul Panaro, Spilamberto und Vignola bildet sie die Unione Terre di Castelli.

## Geschichte
Castelnuovo Rangone wird urkundlich erstmals 1025 erwähnt in einer Schenkungsurkunde des Ingone, Bischofs von Asti. Im ausgehenden 14. Jahrhundert belehnte der Markgraf von Ferrara die Familie Rangoni mit den Ländereien. 

## Gemeindepartnerschaften
Castelnuovo Rangone unterhält eine Partnerschaft mit der Schweizer Gemeinde Suhr im Kanton Aargau.

## Wirtschaft und Verkehr

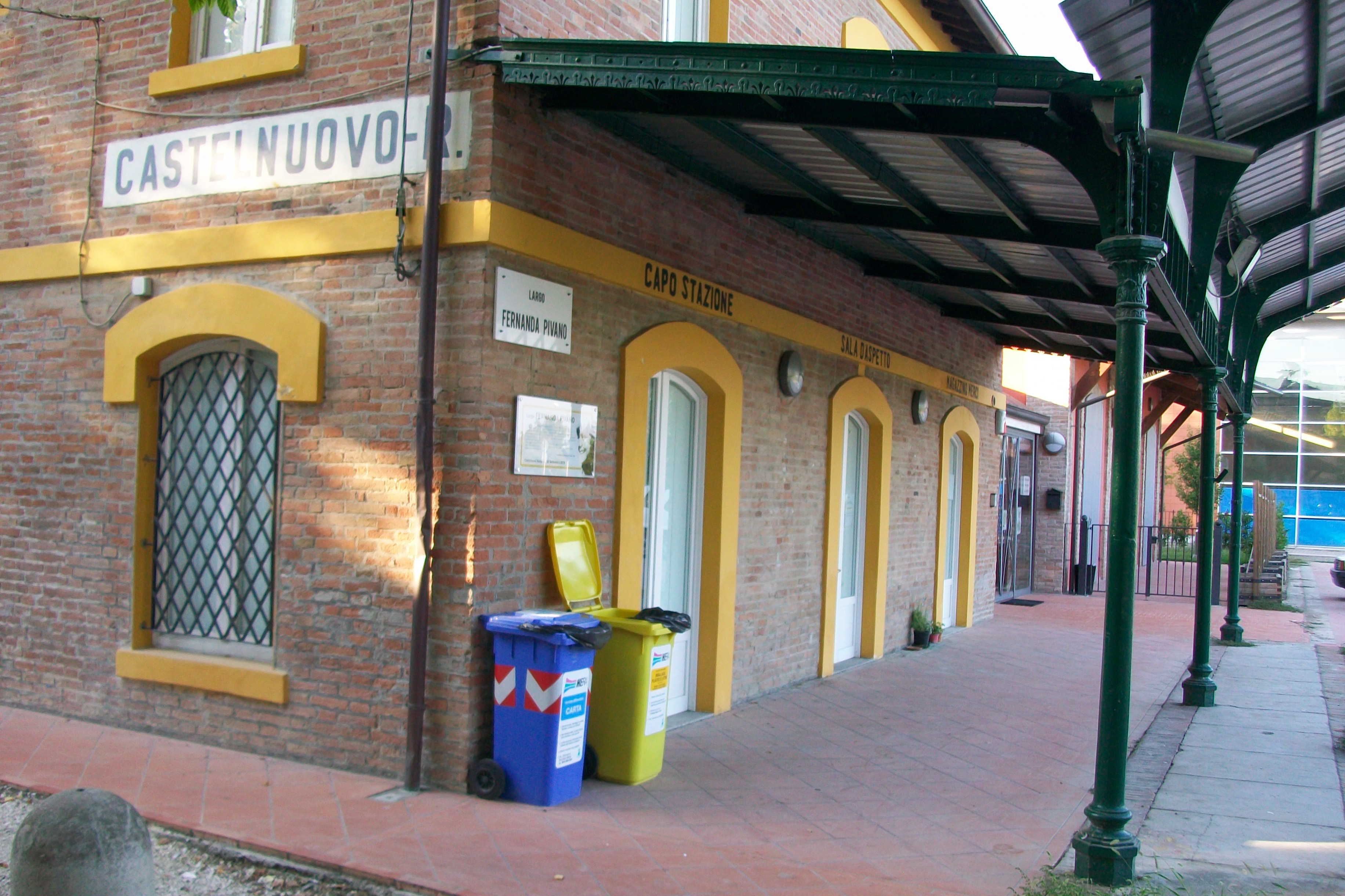
Bahnhof Castelnuovo Rangone

Castelnuovo Rangone ist ein bedeutender Standort der (Schweine-)Fleischindustrie. Nördlich verläuft die Autostrada A1 von Mailand kommend Richtung Adria.

## Persönlichkeiten
- Walter Villa (1943–2002), Motorradrennfahrer